# Piukovics Ferenc
Piukovics Ferenc (horvátul: Franjo Piuković) (Bácsalmás, 1880. július 26. - Zenta, 1967.) bunyevác római katolikus pap.
1893-1901 között végezte el Kalocsán a középiskolát, majd 4 évet a teológián tanult. Miután elvégezte ezt a szakot 1905-ben Esztergomban dolgozott papként, ezután a Bácskába került káplánként.
1919. január 15-én több bácskai emberrel találkozott Béregen, hogy megszervezzék a horvát területek elcsatolásának tervét Magyarországtól. Ezekhez statisztikákat tanulmányoztak.